# Alt de Guajara
L'Alt de Guajara és una muntanya que amb els seus 2.715 msnm és el cim més alt dels que constitueixen l'amfiteatre natural del Las Cañadas del Teide a l'illa de Tenerife, a les illes Canàries. Al mateix temps és el quart cim més alt de l'illa i de l'arxipèlag canari, després del Teide, Pico Viejo i Muntanya Blanca.
L'Alt de Guajara està inclòs a l'espai natural protegit del Parc Nacional del Teide. Hi ha senders per accedir al cim, no exempts de certa dificultat.

## Descripció
El terme Guajara és un topònim d'origen guanxe. El poeta de Tenerife Antonio de Viana va donar el nom de Guajara a un personatge del seu poema èpic sobre la conquesta de Tenerife. Guajara era una princesa guanxe que en perdre al seu estimat Tinguaro a la batalla d'Aguere, es va suïcidar des de la muntanya que ara duu el seu nom. Malgrat això, els estudiosos consideren que va ser al revés, i que Viana va utilitzar el topònim per anomenar el seu personatge.
D'origen plenament volcànic, el procés de formació de l'Alt de Guajara va començar fa uns 3 milions d'anys, moment en el qual, a l'illa de Tenerife, es van produir les sèries de lava recents II, III i IV, encarregades de donar-li la forma geològica característica. La cambra magmàtica subjacent va experimentar un notable enfonsament, de manera que mentre el terreny central es va enfonsar, el circumdant va romandre a les cotes habituals, amb un desnivell entre els dos estrats que en alguns punts s'apropa als 500 metres. És en aquest terreny perifèric on s'enquadra l'Alt de Guajara, una muntanya on predominen els elements volcànics de tipus colada (ignimbrites), encara que també n'apareixen d'altres.
A l'abril de 2020 hi va ser descoberta una nova espècie de violeta que va ser denominada Viola guaxarensis pel fet que les seves poblacions es redueixen principalment a la muntanya Guajara. Aquesta violeta és, juntament amb la del Teide Viola cheiranthifolia i la violeta de La Palma Viola palmensis, una de les espècies d'aquest gènere a les Canàries que habiten en ecosistemes d'alta muntanya.